# (56280) Asemo
(56280) Asemo est un astéroïde de la ceinture principale.

## Description
(56280) Asemo est un astéroïde de la ceinture principale. Il fut découvert le 22 mai 1999 à Oaxaca de Juárez par James M. Roe. Il présente une orbite caractérisée par un demi-grand axe de 2,56 UA, une excentricité de 0,19 et une inclinaison de 9,1° par rapport à l'écliptique.

## Compléments